# It's Not Over
It's Not Over is een nummer van de Amerikaanse rockband Daughtry uit 2007. Het is de eerste single van Daughtry's gelijknamige debuutalbum.
Het nummer werd een hit in de Verenigde Staten, het haalde daar de 4e positie in de Billboard Hot 100. In de rest van de wereld had het nummer niet erg veel succes. In de Nederlandse Top 40 haalde het de 22e positie.